# 工会主义和社会主义联盟
工会主义和社会主义联盟（英語：Trade Unionist and Socialist Coalition，缩写为TUSC）是英国的一个选举联盟，成立于2010年英国大选前夕。该联盟成立初期的成员有铁路、海事和运输工人全国联盟、社会党、社会主义工人党、苏格兰社会党 (2010年)和“独立社会主义网络”。该联盟的政治立场是极左翼。该联盟的意识形态是工会主义、社会主义、马克思主义、托洛茨基主义。该联盟的领袖是戴夫·内利斯特。